# Дбайливі ведмедики: Країна добра
«Дбайливі ведмедики: Країна добра» (англ. Care Bears: Welcome to Care-a-Lot) — американський анімаційний телесеріал, створений на честь 30-річчя франшизи «Дбайливі ведмедики» та вироблений компанією «American Greetings». На відміну від своїх попередніх шоу, це був перший анімаційний серіал франшизи «Дбайливі ведмедики» з комп'ютерною графікою, якщо не враховувати те, що декілька фільмів франшизи було випущено в цьому форматі.

## Сюжет
Дія відбувається у Країні добра. Дбайливі ведмедики Добряк, Веселинка, Хмуряк, Щедрівка, Гармонія, Промінчик і нове грайливе, цікаве дитинча Цікавинка, разом вирушають у пригоди, які вчать турботи, доброти та щедрості. Людські дітлахи часто відвідують Країну добра і беруть участь у нових пригодах та здобувають цінні уроки. Пустотливий король Страшко часто намагається завдати ведмедикам неприємності.

## Ролі озвучували
| Персонаж  | Оригінал            | Український дубляж |
| --------- | ------------------- | ------------------ |
| Добряк    | Девід Лодж          | Анатолій Пашнін    |
| Цікавинка | Мікаела Дін         | Олена Бліннікова   |
| Веселинка | Петті Меттсон       | Катерина Буцька    |
| Щедрівка  | Стефані Ше          | Катерина Буцька    |
| Буркотун  | Дуґ Ергольц         | Анатолій Пашнін    |
| Гармонія  | Найо Воллес         | Олена Бліннікова   |
| Промінчик | Майкл Сінтерніклаас | Дмитро Терещук     |
| Страшко   | Дуґ Ергольц         | Дмитро Терещук     |

- Дубльовано студією «Так Треба Продакшн» на замовлення телеканалу «Піксель TV».